# Tytania
Tytania (яп. タイタニア Тайтаниа, Титания) — серия романов, написанная Ёсики Танакой. Первый том был выпущен в 1988 году, а пятый и последний — в 2015-м. Впервые начала публиковаться издательством Tokuma Shoten в 1988 году а позже и Square Enix. Манга на основе романа выпускалась с 2008 по 2011 годы.
На основе сюжета романа студией Artland был выпущен аниме-сериал, который транслировался по телеканалу NHK BS2 с 9 октября 2008 года по 26 марта 2009 года. Всего было выпущено 26 серий аниме. Сериал был лицензирован на территории США компанией Sentai Filmworks.

## Сюжет
В далёком будущем человечество освоило множество планет далёкой галактики. Почти абсолютная власть над галактикой принадлежит Титании, аристократическому роду, который обеспечивает мир и спокойствие, но и жестоко расправляется с недовольными и держит в страхе немногочисленные независимые государства. За всё это отвечают боевая армия и корабли Титании. Во главе клана стоят влиятельные политики и полководцы, которые привыкли решать все конфликты в свою пользу.
Но всё меняется, когда маленькое государство Эурия дает Титании отпор под предводительством никому не известного адмирала Фана Хьюлика. Победа Хьюлика в битве при Цербере вдохновляет множество недовольных Титанией, что приводит к нарушению стабильности и угрозе восстаний.

## Список персонажей
- Аджиман Титания (яп. アジュマーン・タイタニア Адзюма:н Тайтаниа)

«Безземельный Лорд», глава клана Титания, имеет огромное влияние, даже частично над королём. 40 лет.
Сэйю: Кэнта Миякэ
- Джуслан Титания (яп. ジュスラン・タイタニア Дзюсуран Тайтаниа)

Один из четырёх князей клана Титания и кандидат на пост главы клана. 27 лет. Его флагман — «Аустра».
Сэйю: Дайсукэ Кисио
- Идрис Титания (яп. イドリス・タイタニア Идорису Тайтаниа)

Самый младший из четырёх князей, кандидат на пост главы клана. 24 года. Его флагман — «Огненный феникс».
Сэйю: Хироюки Ёсино
- Ариабарт Титания (яп. アリアバート・タイタニア Ариаба:то Тайтаниа)

Один из четырёх князей, кандидат на пост главы клана. 27 лет. Его флагман — «Золотое Руно».
Сэйю: Такаси Кондо
- Залиш Титания (яп. ザーリッシュ・タイタニア Дза:риссю Тайтаниа)

Один из четырёх князей, кандидат на пост главы клана. 26 лет. Его флагман — «Тайфун».
Сэйю: Тора Такэ
- Альзес Титания (яп. アルセス・タイタニア Арусэсу Тайтаниа)

Младший брат Залиша. 23 года.
- Радомаз Титания (яп. ラドモーズ・タイタニア Радомо:дзу Тайтаниа)

Младший брат Идриса. 17 лет.
- Балами Титания (яп. バルアミー・タイタニア Баруами: Тайтаниа)

Адъютант Джуслана. 18 лет.
- Эсторадо Титания (яп. エストラード・タイタニア Эсутора:до Тайтаниа)

Военный министр, старший брат Аджимана. 42 года.
- Лидия (яп. リディア Ридиа)

Вторая принцесса королевства Эльбинг. В настоящее время находится в Ураниборге под опекой Джуслана. 10 лет.
Сэйю: Каори Надзука
- Франсия (яп. フランシア Фурансиа)

Любовница и горничная Джуслана. 18 лет.
- Тереза Титания (яп. テリーザ・タイタニア Тэри:дза Тайтаниа)

Мать Залиша и Альзеса. 50 лет.
- Фан Хьюлик (яп. ファン・ヒューリック Фан Хю:рикку)

28 лет. Бывший адмирал флота Эурии. В битве при Цербере нанёс флоту Титании первое поражение за 200 лет.
Сэйю: Кацуюки Кониси
- Лира Флоренц (яп. リラ・フローレンツ Рира Фуро:рэнцу)

Входит в состав силы сопротивления Эменталя, чтобы восстановить герцогство Касабианка.
Сэйю: Саюри Яхаги
- Миранда Казимир (яп. ミランダ・カシミール Миранда Касими:ру)

Входит в состав сил сопротивления. Наследница герцогства Касабианка. 28 лет.
Сэйю: Дзюнко Минагава
- Ли Цан Чень (яп. リー・ツァンチェン Ри: Цан Тэн)

«Доктор Ли». Один из командующих сил сопротивления. 27 лет.
- Михаил Валенков (яп. ミハエル・ワレンコフ Михаиру Варэнкофу)

Бывший адъютант Фана Хьюлика. 27 лет.
- Луис Эдмон Пажес  (яп. ルイ・エドモン・パジェス Руи Эдомон Падзэсу)

Бывший начальник разведки в штабе Фана Хьюлика. 26 лет.

## Романы
- Tytania: Shippū Hen (タイタニア 疾風篇, Декабрь 1988, ISBN 978-4-19-153817-7)
- Tytania: Bōfū Hen (タイタニア 暴風篇, Ноябрь 1989, ISBN 978-4-19-154060-6)
- Tytania: Senpū Hen (タイタニア 旋風篇, Июнь 1991, ISBN 978-4-19-154542-7)

## Список серий аниме
| #  | Название                                                                                        | Дата выхода         |
| -- | ----------------------------------------------------------------------------------------------- | ------------------- |
| 01 | Battle of Cerberus «Keruberosu no tatakai» (ケルベロスの戦い)                                   | 9 октября, 2008     |
| 02 | The Four Dukes of Uraniborg «Uraniborugu no yon kōshaku» (天の城(ウラニボルグ)の四公爵)         | 16 октября, 2008    |
| 03 | Requirements of a Hero «Eiyū no jōken» (英雄の条件)                                             | 23 октября 23, 2008 |
| 04 | Lira's Determination «Rira no kesshin» (リラの決心)                                             | 30 октября, 2008    |
| 05 | Admiration and Pride and... «Akogare to, hokori to» (憧れと, 誇りと)                            | 6 ноября, 2008      |
| 06 | Battle of Syracuse System «Shirakusa Seiiki kaisen» (シラクサ星域会戦)                          | 13 ноября, 2008     |
| 07 | Under the Blaze Flag «Ryūsei no hata no moto ni» (流星の旗のもとに)                             | 20 ноября, 2008     |
| 08 | Two Encounters «Futatsu no deai» (ふたつの出会い)                                               | 27 ноября, 2008     |
| 09 | Small Wind «Chiisana kaze» (小さな風)                                                           | 4 декабря, 2008     |
| 10 | Collapse of Euria «Euriya hōkai» (エウリヤ崩壊)                                                 | 11 декабря, 2008    |
| 11 | Hyulick's Determination «Hyūrikku no ketsui» (ヒューリックの決意)                               | 18 декабря, 2008    |
| 12 | The Infiltration of Emmental «Ēmentāru sennyū» (エーメンタール潜入)                             | 25 декабря, 2008    |
| 13 | The End and the Beginning «Owari to hajimari» (終わりと始まり)                                  | 8 января, 2009      |
| 14 | Storming the Ryutehhi «Ryutehhi no dōran» (リュテッヒの動乱)                                    | 15 января, 2009     |
| 15 | Like A Grain Of Wheat «Hito tsubu no mugi no gotoku» (一粒の麦のごとく)                         | 22 января, 2009     |
| 16 | Imminent Counterattack «Hangeki no noroshi» (反撃の烽火)                                        | 29 января, 2009     |
| 17 | Overpriced Ransom «Takasugita minoshirokin» (高すぎた身代金)                                    | 12 февраля, 2009    |
| 18 | Prison Satellite Chronos «Kangoku eisei Kuronosu» (監獄衛星クロノス)                            | 19 февраля, 2009    |
| 19 | The Radmose Case «Radomōzu jiken» (ラドモーズ事件)                                              | 5 марта, 2009       |
| 20 | Chronos Assault «Kuronosu kyōshū» (クロノス強襲)                                                | 5 марта, 2009       |
| 21 | Chance Meeting on Esthar «Esutāru no kaikō» (エスタールの邂逅)                                  | 12 марта, 2009      |
| 22 | Prelude of Ambition «Yabō no pureryūdo» (野望のプレリュード)                                    | 12 марта, 2009      |
| 23 | Desert Rat «Sabaku no nezumi» (砂漠の鼠)                                                        | 19 марта, 2009      |
| 24 | Honest Old Man «Onesuto ōrudo man» (オネストオールドマン)                                       | 19 марта, 2009      |
| 25 | Fierce Fighting on Hot Sand «Nessa no gekitō» (熱砂の激闘)                                      | 26 марта, 2009      |
| 26 | End of the Song of the Souls' Repose (Requiem) «Shūmaku no rekuiemu» (終幕の鎮魂歌(レクイエム)) | 26 марта, 2009      |